# Kim Coles
Kim LaShaunda Coles (Brooklyn, 11 gennaio 1962) è un'attrice statunitense.

## Biografia
Coles nasce a Brooklyn a New York l'11 gennaio 1962. Coles è stata sposata con Aton Edwards dal 1985 al 1995 e con Reggie Mckiver dal 2015 al 2019.

## Carriera
Nella sua carriera Coles è apparsa in serie tv come In Living Color, Living Single, Frasier, Geena Davis Show, One on One, 10 Items or Less, The Soul Man e nella soap opera Il tempo della nostra vita.

## Filmografia parziale

### Cinema
- Strictly Business, regia di Kevin Hooks (1991)
- Kids in America, regia di Josh Stolberg (2005)
- Love Is Not Enough, regia di Shawn Woodard (2019)
- A Jenkins Family Christmas, regia di Robin Givens (2021)
- A Marriage Made in Heaven, regia di Robert Krantz (2022)

### Televisione
- In Living Color - 13 episodi (1990)
- Living Single - 118 episodi (1993-1998)
- Frasier - 2 episodi (2000)
- Geena Davis Show (The Geena Davis Show) - 22 episodi (2000-2001)
- One on One - 5 episodi (2002-2004)
- Tutto in famiglia (My Wife and Kids) - serie TV, episodio 5x03 (2004)
- 10 Items or Less - 4 episodi (2009)
- The Soul Man - 4 episodi (2012)
- Il tempo della nostra vita - soap opera, 9 episodi (2023, 2025)
- Mid-Century Modern - serie TV, episodio 4 (2025)

## Doppiatrici italiane
Nelle versioni in italiano delle opere in cui ha recitato, Kim Coles è stata doppiata da:
- Cristina Piras in Frasier
- Guendalina Ward in Mid-Century Modern